# Паштова-Воля-Кольонія
Паштова-Воля-Кольонія (пол. Pasztowa Wola-Kolonia) — село в Польщі, у гміні Жечнюв Ліпського повіту Мазовецького воєводства.
Населення — 166 осіб (2011).
У 1975-1998 роках село належало до Радомського воєводства.

## Демографія
Демографічна структура станом на 31 березня 2011 року:
|          | Загалом | Допрацездатний вік | Працездатний вік | Постпрацездатний вік |
| -------- | ------- | ------------------ | ---------------- | -------------------- |
| Чоловіки | 78      | 12                 | 55               | 11                   |
| Жінки    | 88      | 15                 | 51               | 22                   |
| Разом    | 166     | 27                 | 106              | 33                   |